# Estructura sedimentaria inducida por microbios

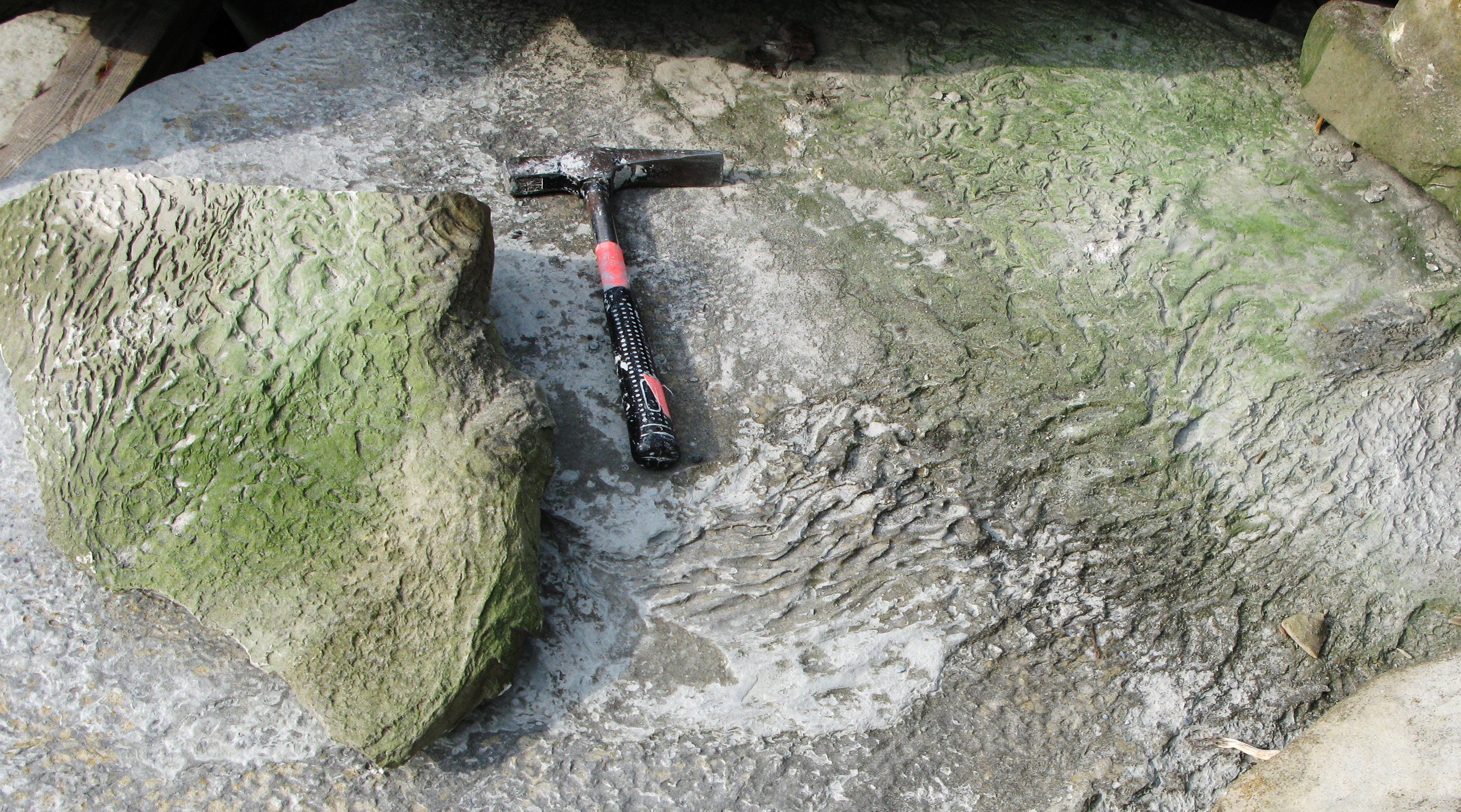
Esta textura arrugada "piel de elefante" es una característica de formación de un tapete microbiano no estromatolitico. La imagen muestra las capas en Burgsvik Suecia, donde la textura primero se identifico como un tapete microbiano.

Las estructuras sedimentarias inducidas por microbios o MISS (del inglés Microbially induced sedimentary structures) son estructuras sedimentarias primarias formadas por la interacción de microbios con sedimentos y agentes físicos de erosión, deposición y transporte. Las estructuras comúnmente se forman cuando las esteras microbianas (que pueden comprender bacterias, hongos, protozoos, arqueas o algas ) se conservan en el registro geológico sedimentario. Hay 17 tipos principales de MISS macroscópicos y microscópicos. De ellos, las estructuras arrugadas y las virutas microbianas son las más abundantes en el registro fósil. Otros MISS incluyen estructuras sinoidales, grietas de oscilación poligonales, marcas de ondulación multidireccionadas, restos y bolsas erosivas, o cúpulas de gas. 
Aunque estas estructuras han sido recientemente nombradas y descritas sistemáticamente, varios trabajos sugieren un vínculo entre los microbios y las estructuras en sedimentos y rocas sedimentarias. Los MISS han sido identificado en camas formadas 3480 millones de años en el Arcaico y pueden ser los fósiles completos más antiguos de la Tierra .   En el período de Ediacarico, a menudo se asocian con la preservación de fósiles de la biota de Ediacara ; posterior a este punto, su prevalencia disminuye como resultado de la revolución agrícola
Se han propuesto varios criterios para reconocer estructuras organosedimentarias biológicas y discriminarlas de organosedimentos abióticos o diagenicos, que pueden surgir a través de procesos geológicos. Estos se relacionan con el grado de metamorfismo al que han sido sometidas las rocas; su posición estratigráfica con respecto al nivel del mar; su ambiente deposicional; su relación con la hidráulica antigua; y su textura
Los estudios sobre estructuras sedimentarias inducidas por tapetes microbianos se resumen e ilustran en varios libros recientes, incluyendo Atlas de características de esteras microbianas preservadas en el registro de roca siliciclástica  y Esteras microbianas en sistemas de deposición siliciclástica a través del tiempo .
Según un estudio sobre el planeta Marte, puede haber lechos de arenisca, asociados con el miembro del lago Gillespie de Yellowknife Bay, visitado por el rover Curiosity, que son similares a los MISS de la Tierra.